# Chelas (stație de metrou din Lisabona)
Chelas este o stație de pe linia roșie a metroului din Lisabona. Stația este situată în freguesia Marvila, sub bulevardul Av. Dr. Augusto de Castro, la intersecția acestuia cu Rua André Vidal de Negreiros și Rua Atriz Palmira Bastos, permițând un acces facil la Institutul Superior de Inginerie (ISEL). 

## Istoric
Stația fost inaugurată pe 19 mai 1998, în același timp cu Alameda, Olaias, Bela Vista și Oriente, în contextul construirii liniei roșii cu scopul prelungirii rețelei metroului până în zona EXPO'98. Proiectul original îi aparține arhitectei Ana Nascimento, iar lucrările plastice artistului Jorge Martins.
În diversele proiecte publicate de Metroul din Lisabona pentru informare publică până în 1998, numele stației apărea drept „Armador”.
Precum toate noile stații ale metroului din Lisabona, Chelas poate deservi și persoanele cu dizabilități locomotorii, fiind echipată cu multiple lifturi și scări rulante care permit un acces facil la peroane.
În mai 2019, în cadrul unui plan de reducere a consumului de electricitate, Metroul din Lisabona a anunțat că va înlocui sistemul clasic de iluminat din anumite stații cu unul care funcționează pe baza tehnologiei LED, stația „Chelas” fiind una din cele care folosește deja acest sistem.

## Legături

### Autobuze orășenești

#### Carris
- 208 Cais do Sodré ⇄ Oriente (Interface) (morning service)
- 718 ISEL ⇄ Al. Afonso Henriques
- 749 ISEL ⇄ Entrecampos
- 755 Poço do Bispo ⇄ Sete Rios
- 759 Restauradores ⇄ Oriente (Interface)
- 794 Terreiro do Paço ⇄ Oriente (Interface)[7]